# Seznam bolgarskih biatloncev
Seznam bolgarskih biatloncev.

## A
- Krasimir Anev

## B
- Sergej Bočarnikov
- Martin Bogdanov

## D
- Ekaterina Dafovska

## F
- Pavlina Filipova

## G
- Dimitar Gerdžikov

## H
- Lora Hristova

## I
- Vladimir Iliev

## J
- Emilija Jordanova

## K
- Daniela Kadeva
- Miroslav Kenanov
- Mihail Klečerov
- Nina Klenovska
- Dafinka Koeva

## M
- Jurij Mitev

## N
- Irina Nikulčina

## O
- Vladimir Orjaškov

## P
- Stefani Popova

## S
- Anton Sinapov
- Desislava Stojanova

## T
- Blagoj Todev
- Milena Todorova

## V
- Vladimir Veličkov

## Z
- Marija Zdravkova
- Ivan Zlatev
- Spas Zlatev